# Oțelu Roșu
Oțelu Roșu is een stad (oraș) in het Roemeense district Caraș-Severin. De stad telt 11.747 inwoners (2002).